# Reise um die Erde
Reise um die Erde (abreviado Reise Erde) es un libro con descripciones botánicas que fue editado por el médico, botánico y ornitólogo alemán Franz Julius Ferdinand Meyen. Se publicó en cuatro partes en los años 1834-1835.